# Redditch
Redditch es un distrito no metropolitano con el estatus de municipio y un pueblo ubicado en el condado de Worcestershire (Inglaterra). Tiene una superficie de 54,25 km². Según el censo de 2001, Redditch estaba habitado por 78 807 personas y su densidad de población era de 1452,66 hab/km.